# Нагрудный знак «Почётный сотрудник Следственного комитета Российской Федерации»
 Почётный сотрудник Следственного комитета Российской Федерации — высшая ведомственная награда Следственного комитета Российской Федерации, подтверждающая звание «Почётный сотрудник Следственного комитета».
Нагрудный знак учреждён приказом Следственного комитета РФ от 15 июля 2011 г. № 111, этим же приказом утверждено «Положение о нагрудном знаке „Почетный сотрудник Следственного комитета Российской Федерации“». Новое Положение утверждено приказом Следственного комитета Российской Федерации от 23 июня 2014 № 53 «О наградах и поощрениях Следственного комитета РФ и мерах по совершенствованию практики применения поощрений в системе Следственного комитета РФ».

## Описание
Знак имеет форму овала размером 45×36 мм, с односторонним изображением, выступающими и накладными элементами, изготавливается из латуни с использованием горячих эмалей, гальванизации серебром и золотом. Знак выполнен в виде рельефного серебряного венка, слева — из лавровых, справа — из дубовых веток. Снизу венок перевязан лентой. На ленте золотая рельефная надпись в 2 строчки «Почетный сотрудник». В центре на венке накладной элемент в виде рельефной эмблемы СК РФ размером 40×31 мм. На обратной стороне имеется нарезной штифт с гайкой для крепления знака к одежде. Знак имеет номер. Рельефное изображение номера находится на оборотной стороне знака под штифтом.

## Порядок награждения
Знаком с одновременным вручением грамоты Председателя Следственного комитета награждаются сотрудники, федеральные государственные гражданские служащие и иные работники Следственного комитета за образцовое выполнение служебного долга, умелую организацию работы и многолетние высокие показатели в служебной деятельности, прослужившие (проработавшие) в Следственном комитете не менее 20 календарных лет и имеющие ведомственные награды, поощрения за успехи в служебной деятельности.
Председатель Следственного комитета в отдельных случаях вправе награждать знаком сотрудников, федеральных государственных гражданских служащих и иных работников Следственного комитета за личное мужество, смелость и самоотверженность, проявленное при исполнении служебного или гражданского долга, за особые личные заслуги в решении стоящих перед Следственным комитетом задач, без учета стажа службы (выслуги лет) в Следственном комитете, а также государственных, общественных и политических деятелей РФ, внесших значительный личный вклад в развитие системы Следственного комитета, лиц не являющихся сотрудниками Следственного комитета, в том числе ветеранов следственных органов, за активную общественную деятельность, помощь и содействие Следственному комитету в решении задач.
Повторное награждение нагрудным знаком не производится.

## Привилегии награждённых
Сотруднику Следственного комитета, награждённому нагрудным знаком, выплачивается единовременное денежное поощрение в размере трех должностных окладов с доплатой за специальное звание, а также выплачивается ежемесячно надбавка к заработной плате в размере 10 % от должностного оклада и доплаты за специальное звание. Кроме того, сотрудник имеет право на представление к досрочному присвоению специального звания или на одно звание выше положенного по занимаемой должности, а также на преимущественное право на предоставление или улучшение жилой площади, распределяемой органами и учреждениями Следственного комитета, получение ежегодного отпуска в удобное для него время и выделение путевок в санатории и дома отдыха.
Федеральные государственные гражданские служащие, награждённые нагрудным знаком, имеют право на установление максимального оклада по занимаемой должности и максимальной ежемесячной надбавки к должностному окладу за особые условия гражданской службы, присвоение очередного классного чина, а также преимущественное право на выделение путевок в санатории и дома отдыха.
Наложение дисциплинарного взыскания в виде увольнения из Следственного комитета работника, награждённого нагрудным знаком, может применяться только с согласия Председателя Следственного комитета.
Положение о нагрудном знаке «Почетный сотрудник Следственного комитета Российской Федерации» распространяется на сотрудников Следственного комитета, награждённых нагрудным знаком «Почётный работник Следственного комитета при прокуратуре Российской Федерации».

## Порядок ношения
Нагрудный знак носится на правой стороне груди и располагается ниже государственных наград Российской Федерации перед другими наградами Следственного комитета.